# جون كندريك
جون كندريك (بالإنجليزية: John Kendrick)‏ هو مُحرِّر وسياسي أمريكي، ولد في 27 مايو 1825، وتوفي في 27 مايو 1877.